# Abrham Sime
Abrham Sime Tufa (* 7. November 2001) ist ein äthiopischer Leichtathlet, der sich auf den Hindernislauf spezialisiert hat.

## Sportliche Laufbahn
Abrham Sime bestritt im Jahr 2018 seine ersten internationalen Wettkämpfe im Hindernislauf. Ende Juli siegte er über 2000 Meter Hindernis bei den Jugend-Afrikaspielen in Algerien. Im Oktober trat er in Buenos Aires bei den Olympischen Jugendspielen an. Der Wettkampf bestand für ihn und die Konkurrenz aus einem 2000-Meter-Hindernislauf und einen Crosslauf über 4000 Meter, wobei die jeweiligen Platzierungen addiert wurden und derjenige mit der geringsten Summe siegreich war. Sime gewann beide Teildisziplinen und wurde somit mit 2 Punkten Olympiasieger. 2019 stieg er eine Altersklasse auf und startete in der Folge über die 3000-Meter-Hindernisdistanz der Erwachsenen. Bei den nationalen Meisterschaften belegte er den elften Platz und verpasste anschließend knapp die landesinterne Qualifikation für die Weltmeisterschaften in Doha. Zwei Jahre später belegte er bei den nationalen Meisterschaften den dritten Platz und konnte sich anschließend mit einer Bestzeit von 8:12,11 min einen Startplatz bei den Olympischen Sommerspielen in Tokio sichern. Letztendlich gehörte er dennoch nicht zu den drei äthiopischen Athleten für den Hindernislauf. 2022 gewann er die 3000 Meter Hindernis bei den Paavo Nurmi Games in Turku, wobei er knapp hinter seiner Bestzeit zurückblieb. 2023 bestritt er seinen ersten Wettkampf der Freiluftsaison in Paris Anfang Juni beim Diamond-League-Meeting. In dem Rennen stellte sein Landsmann Lamecha Girma einen neuen Weltrekord auf. Sime selbst belegte mit neuer Bestzeit von 8:10,73 min den vierten Platz. Ende Juli folgte in Monaco in 8:10,54 min abermals eine Bestzeit. 
Im August 2023 trat er in Budapest zum ersten Mal bei den Weltmeisterschaften an. In seinem Vorlauf kam er als Achter ins Ziel, womit er den Einzug in das Finale verpasste. 2024 verpasste er im Frühjahr bei den Afrikaspielen in Ghana als Vierter knapp eine Medaille. Anfang Juli steigerte er seine Bestzeit im Hindernislauf auf 8:02,36 min.

## Wichtige Wettbewerbe
| Jahr                  | Veranstaltung           | Ort                   | Platz                 | Disziplin                    | Zeit                    |
| Startet für Äthiopien | Startet für Äthiopien   | Startet für Äthiopien | Startet für Äthiopien | Startet für Äthiopien        | Startet für Äthiopien   |
| --------------------- | ----------------------- | --------------------- | --------------------- | ---------------------------- | ----------------------- |
| 2018                  | Olympische Jugendspiele | Buenos Aires          | 1.                    | 2000 m Hindernis / Crosslauf | 5:34,94 min / 11:51 min |
| 2023                  | Weltmeisterschaften     | Budapest              | 30.                   | 3000 m Hindernis             | 8:31,49 min             |
| 2024                  | Afrikaspiele            | Accra                 | 4.                    | 3000 m Hindernis             | 8:27,30 min             |

## Persönliche Bestleistungen
Freiluft
- 3000 m Hindernis: 8:02,36 min, 7. Juli 2024, Paris Saint-Germain

Halle
- 3000 m: 7:45,25 min, 9. Februar 2022, Mondeville